# إيمي باش
إيمي باش (بالإنجليزية: Amy Bach)‏ هي كاتِبة أمريكية، ولدت في 18 فبراير 1968.